# 博士（バイオサイエンス）
博士（バイオサイエンス）（はくし ばいおさいえんす、英：Doctor of Biological Sciences）は、博士の学位であり、微生物学、植物学、動物学、食品科学、バイオテクノロジーなどに関する専攻分野を修めることによって、当該大学の大学院博士課程により授与されるものである。

## バイオサイエンスとは
ギリシャ語のバイオス（生命）とサイエンス（科学）の合成語で日本語では生命科学と訳される。医療、農林、食品、畜産などの分野で活用されている。

## 研究科
- バイオサイエンス研究科

など

## 関連学位
- 博士（医学）、博士（農学）、博士（保健学）、博士（獣医学）